# Internazionali BNL d'Italia 2016 - Qualificazioni singolare femminile
Le qualificazioni del singolare dell'Internazionali d'Italia 2016 sono state un torneo di tennis preliminare per accedere alla fase finale della manifestazione. Le vincitrici dell'ultimo turno sono entrate di diritto nel tabellone principale. In caso di ritiro di una o più giocatrici aventi diritto a queste sono subentrate le lucky loser, ossia le giocatrici che hanno perso nell'ultimo turno ma che avevano una classifica più alta rispetto alle altre partecipanti che avevano comunque perso nel turno finale.

## Teste di serie
1. Julija Putinceva (primo turno)
2. Elena Vesnina (ultimo turno)
3. Heather Watson (qualificata)
4. Julia Görges (qualificata)
5. Christina McHale (qualificata)
6. Mónica Puig (qualificata)
7. Johanna Larsson (qualificata)
8. Varvara Lepchenko (ultimo turno)

1. Irina Falconi (primo turno)
2. Madison Brengle (primo turno)
3. Zheng Saisai (primo turno)
4. Nicole Gibbs (primo turno)
5. Mirjana Lučić-Baroni (primo turno)
6. Hsieh Su-wei (ultimo turno)
7. Lara Arruabarrena (ultimo turno)
8. Ana Konjuh (ultimo turno)

## Qualificate
1. Mariana Duque Mariño
2. Alison Riske
3. Heather Watson
4. Julia Görges

1. Christina McHale
2. Mónica Puig
3. Johanna Larsson
4. Kiki Bertens

## Tabellone qualificazioni

### Legenda
| - Q = Qualificato - WC = Wild card - LL = Lucky loser | - ALT = Alternate - SE = Special Exempt - PR = Protected Ranking | - w/o = Walkover - r = Ritirato - d = Squalificato |

### Sezione 1
|  | Primo turno | Primo turno          | Primo turno          | Primo turno | Primo turno |  |  | Ultimo turno         | Ultimo turno         | Ultimo turno | Ultimo turno | Ultimo turno |  |
|  |             |                      |                      |             |             |  |  |                      |                      |              |              |              |  |
|  | 1           | Julija Putinceva     | 63                   | 7           | 1           |  |  |                      |                      |              |              |              |  |
|  |             | Mariana Duque Mariño | 7                    | 64          | 6           |  |  | Mariana Duque Mariño | Mariana Duque Mariño | 6            | 4            | 7            |  |
|  |             | Aljaksandra Sasnovič | Aljaksandra Sasnovič | 6           | 7           |  |  | Aljaksandra Sasnovič | Aljaksandra Sasnovič | 0            | 6            | 65           |  |
|  | 9           | Irina Falconi        | Irina Falconi        | 4           | 6           |  |  |                      |                      |              |              |              |  |

### Sezione 2
|  | Primo turno | Primo turno          | Primo turno          | Primo turno | Primo turno |  |  | Ultimo turno | Ultimo turno  | Ultimo turno  | Ultimo turno | Ultimo turno |  |
|  |             |                      |                      |             |             |  |  |              |               |               |              |              |  |
|  | 2           | Elena Vesnina        | 1                    | 6           | 6           |  |  |              |               |               |              |              |  |
|  |             | Tatjana Maria        | 6                    | 4           | 0           |  |  | 2            | Elena Vesnina | Elena Vesnina | 4            | 4            |  |
|  |             | Alison Riske         | Alison Riske         | 6           | 6           |  |  |              | Alison Riske  | Alison Riske  | 6            | 6            |  |
|  | 13          | Mirjana Lučić-Baroni | Mirjana Lučić-Baroni | 2           | 1           |  |  |              |               |               |              |              |  |

### Sezione 3
|  | Primo turno | Primo turno       | Primo turno | Primo turno | Primo turno |  |  | Ultimo turno | Ultimo turno   | Ultimo turno | Ultimo turno | Ultimo turno |  |
|  |             |                   |             |             |             |  |  |              |                |              |              |              |  |
|  | 3           | Heather Watson    | 6           | 2           | 6           |  |  |              |                |              |              |              |  |
|  | WC          | Nastassja Burnett | 3           | 6           | 3           |  |  | 3            | Heather Watson | 7            | 4            | 6            |  |
|  |             | Jaroslava Švedova | 1           | 7           | 3           |  |  | 16           | Ana Konjuh     | 5            | 6            | 3            |  |
|  | 16          | Ana Konjuh        | 6           | 63          | 6           |  |  |              |                |              |              |              |  |

### Sezione 4
|  | Primo turno | Primo turno           | Primo turno           | Primo turno | Primo turno |  |  | Ultimo turno | Ultimo turno          | Ultimo turno          | Ultimo turno | Ultimo turno |  |
|  |             |                       |                       |             |             |  |  |              |                       |                       |              |              |  |
|  | 4           | Julia Görges          | Julia Görges          | 6           | 6           |  |  |              |                       |                       |              |              |  |
|  |             | Polona Hercog         | Polona Hercog         | 4           | 3           |  |  | 4            | Julia Görges          | Julia Görges          | 7            | 6            |  |
|  |             | Bethanie Mattek-Sands | Bethanie Mattek-Sands | 6           | 6           |  |  |              | Bethanie Mattek-Sands | Bethanie Mattek-Sands | 5            | 3            |  |
|  | 10          | Madison Brengle       | Madison Brengle       | 4           | 1           |  |  |              |                       |                       |              |              |  |

### Sezione 5
|  | Primo turno | Primo turno      | Primo turno      | Primo turno | Primo turno |  |  | Ultimo turno | Ultimo turno     | Ultimo turno | Ultimo turno | Ultimo turno |  |
|  |             |                  |                  |             |             |  |  |              |                  |              |              |              |  |
|  | 5           | Christina McHale | Christina McHale | 6           | 6           |  |  |              |                  |              |              |              |  |
|  | PR          | Laura Robson     | Laura Robson     | 4           | 2           |  |  | 5            | Christina McHale | 6            | 3            | 6            |  |
|  |             | Naomi Broady     | Naomi Broady     | 6           | 6           |  |  |              | Naomi Broady     | 4            | 6            | 1            |  |
|  | 11          | Zheng Saisai     | Zheng Saisai     | 3           | 2           |  |  |              |                  |              |              |              |  |

### Sezione 6
|  | Primo turno | Primo turno         | Primo turno         | Primo turno | Primo turno |  |  | Ultimo turno | Ultimo turno      | Ultimo turno      | Ultimo turno | Ultimo turno |  |
|  |             |                     |                     |             |             |  |  |              |                   |                   |              |              |  |
|  | 6           | Mónica Puig         | Mónica Puig         | 6           | 6           |  |  |              |                   |                   |              |              |  |
|  | WC          | Martina Colmegna    | Martina Colmegna    | 3           | 0           |  |  | 6            | Mónica Puig       | Mónica Puig       | 6            | 6            |  |
|  | WC          | Martina Di Giuseppe | Martina Di Giuseppe | 2           | 4           |  |  | 15           | Lara Arruabarrena | Lara Arruabarrena | 4            | 3            |  |
|  | 15          | Lara Arruabarrena   | Lara Arruabarrena   | 6           | 6           |  |  |              |                   |                   |              |              |  |

### Sezione 7
|  | Primo turno | Primo turno     | Primo turno     | Primo turno | Primo turno |  |  | Ultimo turno | Ultimo turno    | Ultimo turno    | Ultimo turno | Ultimo turno |  |
|  |             |                 |                 |             |             |  |  |              |                 |                 |              |              |  |
|  | 7           | Johanna Larsson | Johanna Larsson | 7           | 6           |  |  |              |                 |                 |              |              |  |
|  |             | Donna Vekić     | Donna Vekić     | 5           | 2           |  |  | 7            | Johanna Larsson | Johanna Larsson | 6            | 6            |  |
|  | WC          | Alberta Brianti | 6               | 1           | 4           |  |  | 14           | Hsieh Su-wei    | Hsieh Su-wei    | 3            | 4            |  |
|  | 14          | Hsieh Su-wei    | 2               | 6           | 6           |  |  |              |                 |                 |              |              |  |

### Sezione 8
|  | Primo turno | Primo turno       | Primo turno       | Primo turno | Primo turno |  |  | Ultimo turno | Ultimo turno      | Ultimo turno      | Ultimo turno | Ultimo turno |  |
|  |             |                   |                   |             |             |  |  |              |                   |                   |              |              |  |
|  | 8           | Varvara Lepchenko | Varvara Lepchenko | 6           | 6           |  |  |              |                   |                   |              |              |  |
|  |             | Cvetana Pironkova | Cvetana Pironkova | 3           | 0           |  |  | 8            | Varvara Lepchenko | Varvara Lepchenko | 2            | 3            |  |
|  |             | Kiki Bertens      | Kiki Bertens      | 6           | 6           |  |  |              | Kiki Bertens      | Kiki Bertens      | 6            | 6            |  |
|  | 12          | Nicole Gibbs      | Nicole Gibbs      | 2           | 4           |  |  |              |                   |                   |              |              |  |